# Pectis coulteri
Pectis coulteri là một loài thực vật có hoa trong họ Cúc. Loài này được Harv. & A.Gray mô tả khoa học đầu tiên năm 1849.